# المخواه
المخواه (به عربی: المخواة) یک منطقهٔ مسکونی در عربستان سعودی است که در استان باحه واقع شده‌است.